# Pseudoblabes flavicostana
Pseudoblabes flavicostana là một loài bướm đêm thuộc phân họ Arctiinae, họ Erebidae.